# 岩のドーム
岩のドーム（いわのドーム、アラビア語: قبة الصخرة Qubba al-Ṣakhra クッバ・アッサフラ、英: Dome of the Rock）は、メッカのカアバ、マディーナの預言者のモスクに次ぐイスラム教の第3の聖地であり、東エルサレムの神殿の丘と呼ばれる聖域にある。638年にエルサレムを征服した第2代正統カリフのウマルを記念して、ヒジュラ暦72年（691/2年）にウマイア朝第5代カリフのアブドゥルマリクにより建設・完成されたためウマル・モスクとも呼ばれる。
集中式平面をもつ神殿で、建設に際して刻まれた総延長240mに及ぶ碑文では、イエスの神性を否定はするものの、預言者であることを認めている。
ユダヤ教、キリスト教、イスラム教にとって重要な関わりを持つ聖なる岩を祀っている。それゆえ、このドームはその神聖な岩を覆った記念堂であり、礼拝所としてのモスクではない。現在はイスラム教徒の管理下にあるが、南西の壁の外側の一部だけが「嘆きの壁」としてユダヤ教徒の管理下にある。

## 歴史

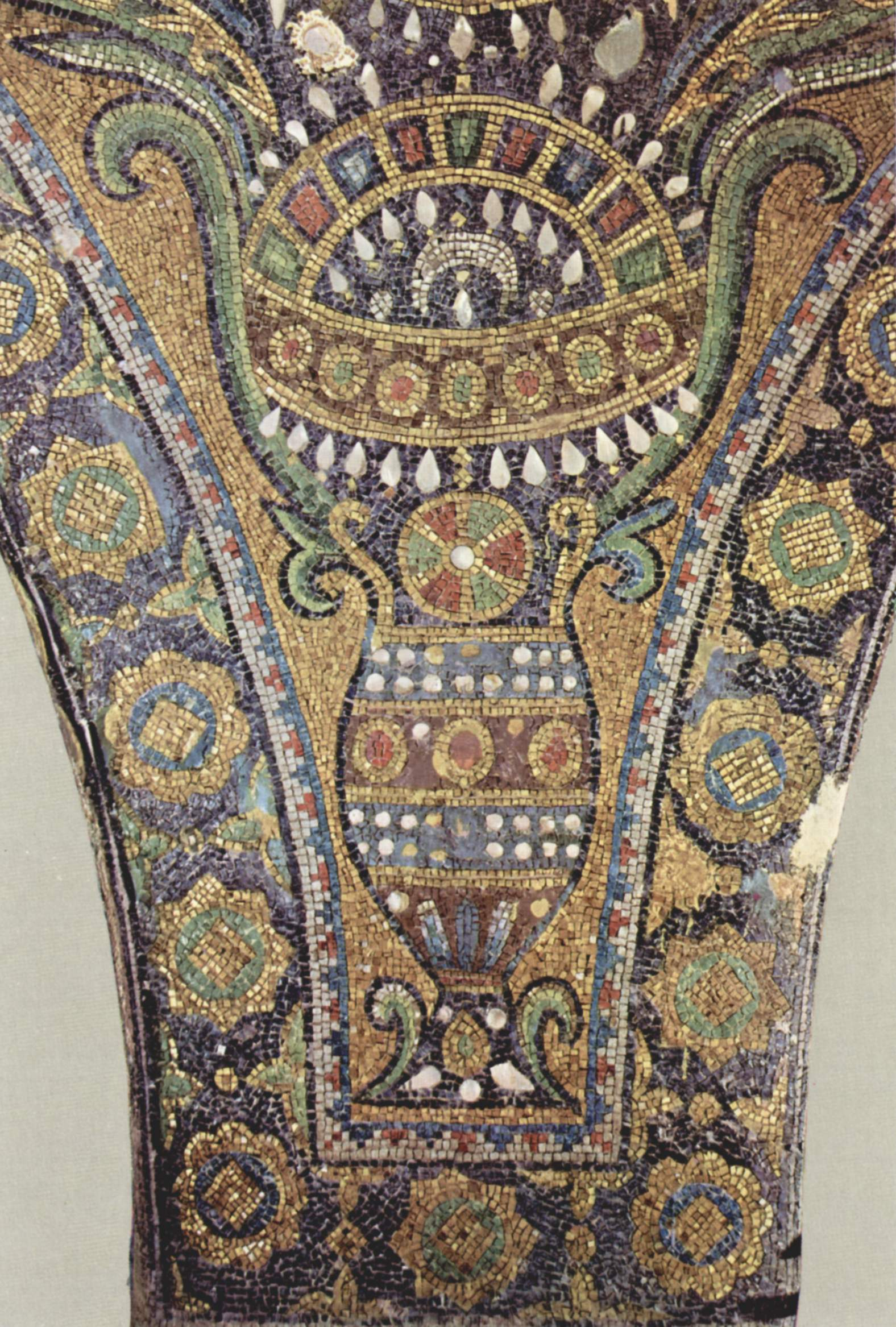
691年の内壁のモザイク。アカンサス紋様の花瓶がガラスや真珠で描かれている。

イスラム教の先達ともいうべきユダヤ教、キリスト教の一神教をはぐくんだ聖地エルサレムは、イスラム教勃興以後、イスラム勢力が政権を握り、多くのイスラム教徒が他の一神教と共存するようになった。しかし、これら三つの一神教によるエルサレムを巡る紛争に象徴されるように、この土地は宗教間の対立が絶えなかった。
岩のドームは、かつてヘロデ大王が再建したエルサレム神殿の第二神殿（ソロモン神殿の後身）の跡地にある。第二神殿はユダヤ戦争でローマ軍団に破壊されたが、第二次内乱時代685年から688年のあいだに、ウマイヤ朝第5代カリフであるアブドゥルマリクが岩のドームの建設を思い立ち、688年に着工した。当時、イスラム最高の聖地であるメッカは、第4代正統カリフでシーア派創始者のアリー・イブン・アビー・ターリブを支持するイブン・アッ・ズバイルが制圧しており、それが建設の直接の動機であったと推察される。
建物は、預言者ムハンマドが晩年に夜の旅（イスラー）に旅立った場所、また、アブラハムが息子イサクを犠牲に捧げようとした（イサクの燔祭）場所と信じられている「聖なる岩」を取り囲むように建設され、692年に完成した。
八角形の躯体は、5世紀のビザンチン帝国（東ローマ帝国）でベツレヘムからエルサレムへの道中に建てられた旧シート・オブ・マリア教会（ギリシャ語: Kathisma、アラビア語:  al-Qadismu）を手本にしたと見られている。ベツレヘムの星も八芒星である。
ドーム部分は、内部装飾を含めて11世紀に再建されたものだが、形状はほぼ創建当時のままのデザインである。11世紀のファーティマ朝やオスマン帝国がドームに黄金色の装飾を加えて1993年にも改修された。
外部の装飾は5世紀当初はビザンティン建築様式で樹木や草花、建物を画いたガラス・モザイクであったが、1554年にオスマン帝国のスレイマン1世の命によって建築家ミマール・スィナンが貼り直し、大理石と美しい瑠璃色のトルコ製タイルによって装飾された。

## 信仰

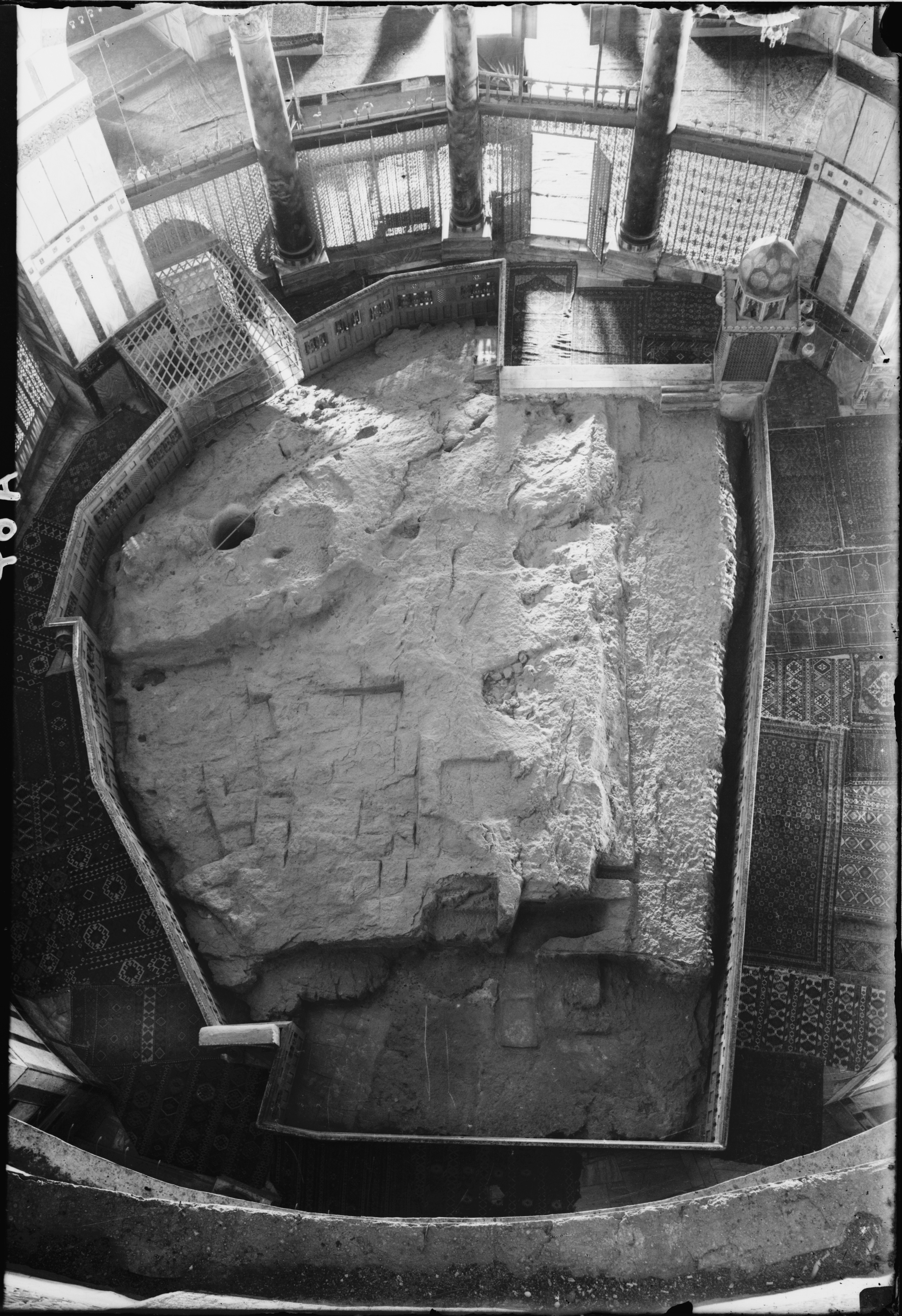
聖なる岩。岩の下の洞穴が「魂の井戸」と呼ばれるお堂になっている。聖書では大洪水後にノアが上陸した岩。

### ユダヤ教
ユダヤ教において「聖なる岩」は、アブラハムが息子のイサクを神のために捧げようとした台であるとされる（イサクの燔祭）。またダビデ王はこの岩の上に契約の箱を納め、ソロモン王はエルサレム神殿を建設した。また初期キリスト教でも聖地として扱われていた。支持者は少ないが、岩のドームを現在の場所から取り除いた上でその場にエルサレム神殿を再建しようとする運動すら存在している（神殿研究所を参照）。

### イスラム教
イスラム教にとってもイブラーヒーム（アブラハムのアラビア語読み）は重要な預言者の一人であるが、犠牲を捧げようとした場所であるとはみられていない。イスラム教においてこの岩が神聖とされるのは、預言者ムハンマドが一夜のうちに昇天する旅（ミウラージュ）を体験した場所とされることである。クルアーンでは、マディーナ（メディナ）の預言者のモスクに住していた時代のムハンマドが、神の意志により「聖なるモスク」すなわちマッカ（メッカ）のカアバ神殿から一夜のうちに「遠隔の礼拝堂」すなわちエルサレム神殿までの旅をしたと語っている（17章1節）。
伝承によると、このときムハンマドは大天使ジブリール（ガブリエル）に伴われエルサレムの神殿上の岩から天馬ブラークに乗って昇天し、神アッラーフの御前に至ったのだという。
この伝承は、ムハンマドの死後から早い時期にはすでにイスラム教徒の間では事実とみなされており、神殿の丘におけるムハンマドが昇天したとされる場所にはウマイヤ朝の時代に岩のドームが築かれた。また、丘の上には「遠隔の礼拝堂」を記念するアル＝アクサー・モスク（銀のドーム）が建設され、聖地のひとつと見なされている。
シーア派は、聖なる岩の下の天然の洞穴「魂の井戸」で審判を待つ死者の魂の声が聞こえるとするが、スンナ派はこれを否定している。

## 形状

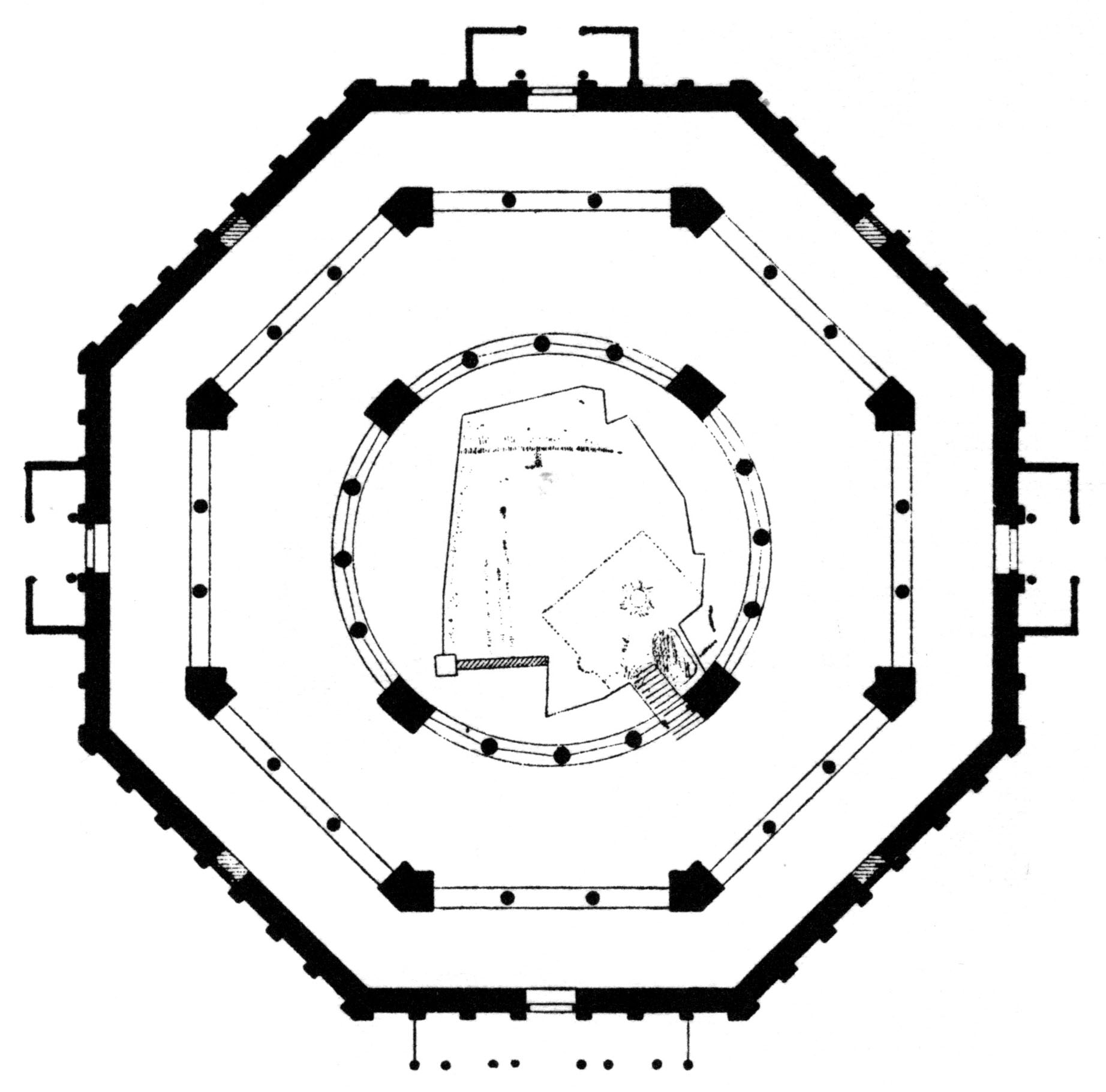

平面は2つの正方形を45度ずらして形成された八角形で、中央円形の内陣を二重の歩廊が取り囲む形式となっており、メッカのカアバを意識したことが指摘されている。カアバでは、巡礼者は時計の針とは逆回りに、神殿を7回巡回する。それにならって巡回できるように、岩のドームは聖なる岩を覆う円形のドームを中心とする造りで、内部に聖なる岩の周りを巡回するための周歩廊をもつ二重構造になっている。
外壁を八角形とした対称形で、入り口は東西南北の4方向にあり、創建当時から円柱が取り付けられ、ヴォールト天井のポーチを備えていた。入り口を入ってすぐの外側の歩廊は、エンタブラチュアとイオニア式円柱によって支えられる24のアーチを備え、内側の歩廊はドームを支える4本のピアと16のアーチを支えるイオニア式円柱によって内陣部と分離していることが大きな特徴である。
繊細で整えられた構造をしており、幾箇所にも幾何学的工夫が凝らされている。直径54メートルの円に内接する正八角形を外壁とし、同じ円に内接する互いに45度回転した二つの正方形の交点に、二重の周歩廊を分離する荷重を支える角柱であるピアを設置し、そのピアの断面も岩を囲む円形の柱列の円も作図によって定められている。
岩を覆うドームは、岩を囲む円形の柱列の上に円筒型のドラムを乗せ、その上に据えられている。ここのドラムにはドームをひときわ高くする目的以外にも、室内に光を取り込む窓が多く設置されている。しかし、この窓は後世のもので、本来は大理石板一面に複雑な幾何学的文様が彫り抜かれた打ち抜きパネルがはめ込まれ、複雑な格子を通して室内に光が差し込んでいた。ドームは直径20・4メートル、高さ36メートルで、縦断面がわずかに馬蹄形をしている。もともとは二重殻の木造であったが、11世紀に金メッキをした銅板で屋根が敷かれ、1960年の修復によって鉄骨構造となり、金メッキをしたアルミ板で敷かれた。

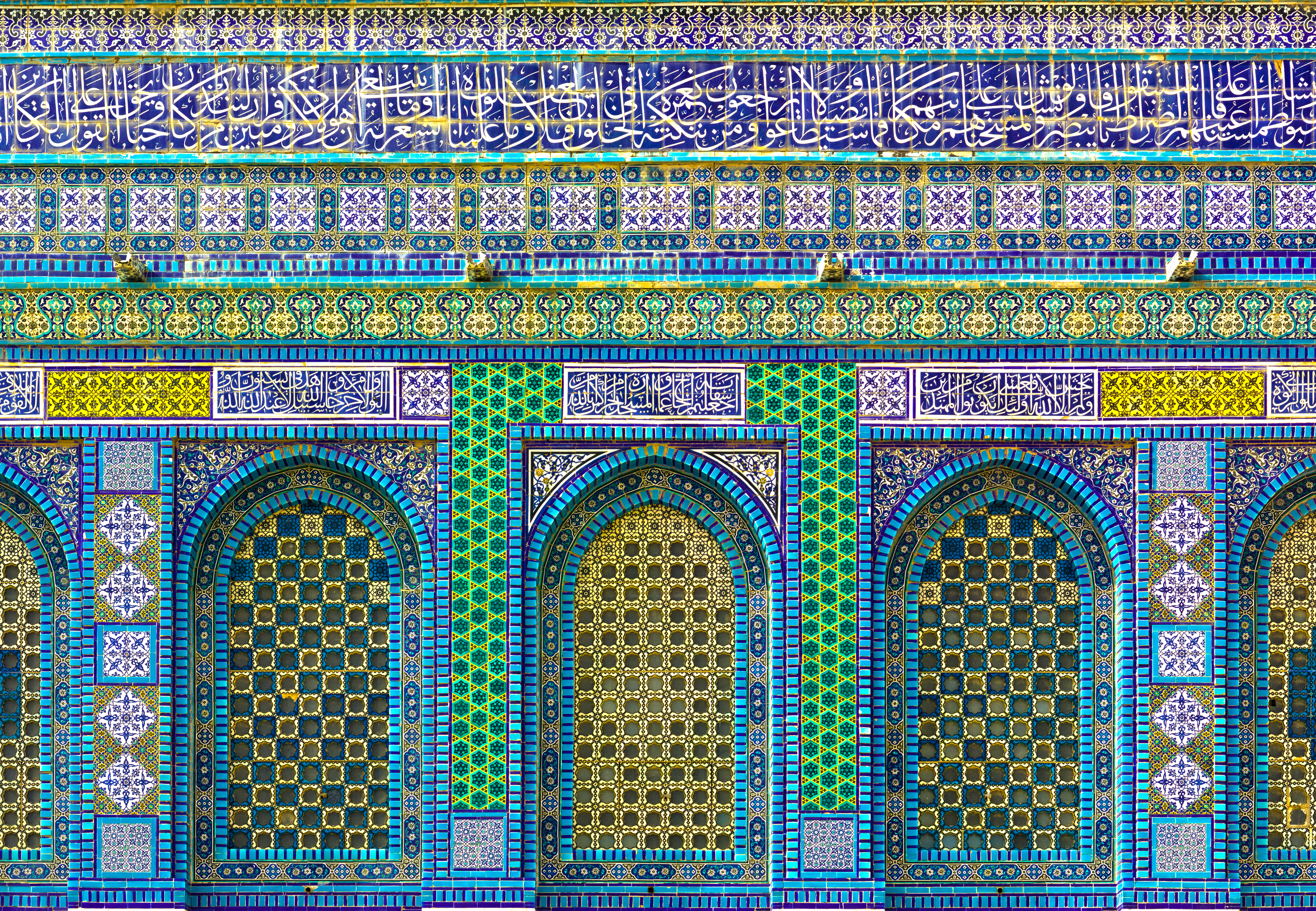
スレイマン1世は陶器製タイルで建物を飾るためにエルサレムにイスタンブールからタイル職人のグループを送った。

外壁面は、窓の下まで有色大理石の幾何学的文様で装飾されている。その上は青を基調としたタイルで装飾されている。そのタイルはエルサレムが1516年にオスマン朝の支配下になり、スレイマン1世によって1561年から1562年の間に行われた修理で張り付けられたトルコ製のタイルである。内部では、4本のピアと、各ピア間に3本ずつ計12本の円柱とが岩を囲む円形に配置され、その柱列が支える16個の半円アーチの上に、ドームを乗せているドラムが据えられている。内側の周歩廊と外側の周歩廊とを仕切っているのは8本のピアと、各ピア間に2本ずつ計16本の円柱が支える24個の半円アーチからなるアーケードである。円柱は全て有色大理石の一本石で、ピアには有色または縞模様の大理石が貼られている。アーケードのアーチより上部は植物や草花をモチーフとしたモザイクで埋め尽くされている。
平面の洗練された幾何学性はシリアの初期キリスト教建築にも見られるもので、内装に見られるモザイクなどもやはりキリスト教建築からの影響をうかがうことができる。当時のシリアは現在のシリア共和国だけでなく、地中海東側一帯を占める地域をさして広義のシリアとし、大シリアともいう。北はアナトリア半島、南はアラビア半島とアフリカ大陸、東はメソポタミア平原へと至る一帯であった。この地域では早くから文明が開け、ギリシア、ローマの植民都市が残り、初期キリスト教の石造建築遺跡も数多いのも事実である。
ドーム内部のモザイク装飾は11世紀以降に何度か補修を受けているが、創建当時の意匠をほぼそのまま踏襲している。デザインはギリシア、ローマ起源のもので、後のイスラム美術特有のモティーフである幾何学的装飾はまったく見られない。